# Planet Zoo

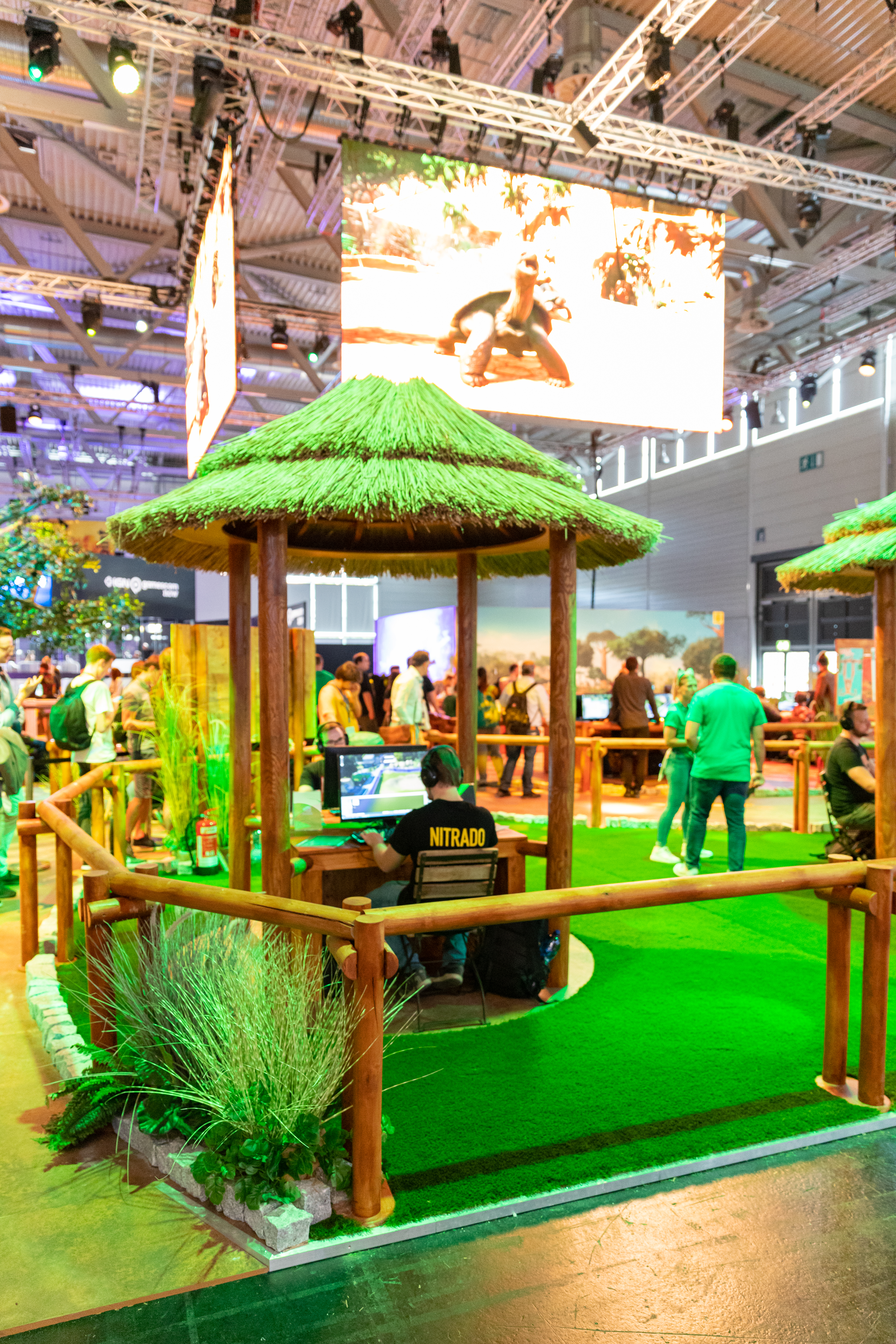
Planet Zoo op Gamescom 2019

Planet Zoo is een bedrijfssimulatiespel ontwikkeld en uitgegeven door Frontier Developments. Het spel is op 5 november 2019 uitgekomen voor Microsoft Windows.
Het spel is een spirituele opvolger van Zoo Tycoon en plaatst de speler in de positie van directeur van een dierentuin met complete creatieve vrijheid over de invulling van het dierenpark. De gameplay en graphics van het spel komen sterk overeen met die van Frontiers Planet Coaster.

## Gameplay
Het doel van de speler is om in de benodigdheden van de gasten, werknemers en de dieren te voorzien. De meer dan vijftig verschillende diersoorten die beschikbaar zijn in het spel hebben elk hun eigen vereisten voor onder andere hun habitat, voeding en zorg. Naast de dierenverblijven willen de gasten echter ook goede voorzieningen zoals restaurants, toiletten en informatievoorziening. 
Net zoals in Planet Coaster kan de speler naast de standaardgebouwen in het spel ook zelf constructies bouwen door vele basisonderdelen (muren, ramen, pilaren, lampen enzovoorts) samen te voegen. In uitbereidingspakketten worden meer onderdelen toegevoegd, zoals bij het Australiëpakket, waar standbeelden van kangoeroes en andere Australische dieren worden toegevoegd. 

### Dieren
Veel dieren zitten al in het basisspel, maar met uitbereidingen worden er meer toegevoegd. Meestal hebben de uitbereidingspakketten een thema, zoals een continent (bijvoorbeeld Europa) of een gebied (zoals de woestijn).
| Nederlandstalige naam               | Wetenschappelijke naam              | Beschikbaar in spel                          |
| ----------------------------------- | ----------------------------------- | -------------------------------------------- |
| Aardvarken                          | Orycteropus afer                    | Basisspel                                    |
| Kafferbuffel                        | Syncerus caffer caffer              | Basisspel                                    |
| Savanneolifant                      | Loxodonta africana                  | Basisspel                                    |
| Afrikaanse wilde hond               | Lycaon pictus                       | Basisspel                                    |
| Seychellenreuzenschildpad           | Aldabrachelys gigantea              | Basisspel                                    |
| Amerikaanse bizon                   | Bison bison bison                   | Basisspel                                    |
| Bactriaanse kameel                  | Camelus bactrianus                  | Basisspel                                    |
| Midden-Amerikaanse tapir            | Tapirus bairdii                     | Basisspel                                    |
| Bengaalse tijger                    | Panthera tigris tigris              | Basisspel                                    |
| Witstaartgnoe                       | Connochaetes gnou                   | Basisspel                                    |
| Bongo                               | Tragelaphus eurycerus               | Basisspel                                    |
| Bonobo                              | Pan paniscus                        | Basisspel                                    |
| Borneose orang-oetan                | Pongo pygmaeus                      | Basisspel                                    |
| Afrikaanse luipaard                 | Panthera pardus pardus              | Basisspel                                    |
| Chinees schubdier                   | Manis pentadactyla                  | Basisspel                                    |
| Struisvogel                         | Struthio camelus                    | Basisspel                                    |
| Gewoon knobbelzwijn                 | Phacochoerus africanus              | Basisspel                                    |
| Formosaanse zwarte beer             | Ursus thibetanus formosanus         | Basisspel                                    |
| Galapagosreuzenschildpad            | Chelonoidis nigra                   | Basisspel                                    |
| Gemsbok                             | Oryx gazella                        | Basisspel                                    |
| Gaviaal                             | Gavialis gangeticus                 | Basisspel                                    |
| Reuzenpanda                         | Ailuropoda melanoleuca              | Basisspel                                    |
| Flamingo                            | Phoenicopterus roseus               | Basisspel                                    |
| Grizzlybeer                         | Ursus arctos horribilis             | Basisspel                                    |
| Isabelbeer                          | Ursus arctos isabellinus            | Basisspel                                    |
| Nijlpaard                           | Hippopotamus amphibius              | Basisspel                                    |
| Indische olifant                    | Elephas maximus indicus             | Basisspel                                    |
| Blauwe pauw                         | Pavo cristatus                      | Basisspel                                    |
| Indische neushoorn                  | Rhinoceros unicornis                | Basisspel                                    |
| Japanse makaak                      | Macaca fuscata                      | Basisspel                                    |
| Mandril                             | Mandrillus sphinx                   | Basisspel                                    |
| Nijlvaraan                          | Varanus niloticus                   | Basisspel                                    |
| Nyala                               | Tragelaphus angasii                 | Basisspel                                    |
| Okapi                               | Okapia johnstoni                    | Basisspel                                    |
| Steppezebra                         | Equus quagga                        | Basisspel                                    |
| Gaffelbok                           | Antilocapra americana               | Basisspel                                    |
| Rode panda                          | Ailurus fulgens                     | Basisspel                                    |
| Rode vari                           | Varecia rubra                       | Basisspel                                    |
| Somalische giraffe                  | Giraffa camelopardalis reticulata   | Basisspel                                    |
| Ringstaartmaki                      | Lemur catta                         | Basisspel                                    |
| Sabelantilope                       | Hippotragus niger                   | Basisspel                                    |
| Zeekrokodil                         | Crocodylus porosus                  | Basisspel                                    |
| Siberische tijger                   | Panthera tigris altaica             | Basisspel                                    |
| Sneeuwluipaard                      | Panthera uncia                      | Basisspel                                    |
| Gevlekte hyena                      | Crocuta crocuta                     | Basisspel                                    |
| Springbok                           | Antidorcas marsupialis              | Basisspel                                    |
| Wolf                                | Canis lupus                         | Basisspel                                    |
| West-Afrikaanse leeuw               | Panthera leo leo                    | Basisspel                                    |
| West-Afrikaanse chimpansee          | Pan troglodytes verus               | Basisspel                                    |
| Westelijke laaglandgorilla          | Gorilla gorilla gorilla             | Basisspel                                    |
| Vari                                | Varecia variegata                   | Basisspel                                    |
| Edelhert                            | Cervus elaphus                      | Basisspel                                    |
| Halsbandpekari                      | Dicotyles tajacu                    | Basisspel                                    |
| Afrikaanse luipaard                 | Panthera pardus pardus              | Basisspel                                    |
| Pachliopta pandiyana                | Pachliopta pandiyana                | Basisspel                                    |
| Reuzenduizendpoot uit Amazonegebied | Scolopendra gigantea                | Basisspel                                    |
| Boa constrictor                     | Boa constrictor                     | Basisspel                                    |
| Braziliaanse zalmroze vogelspin     | Lasiodora parahybana                | Basisspel                                    |
| Braziliaanse zwerfspin              | Phoneutria nigriventer              | Basisspel                                    |
| Doodsadder                          | Acanthophis antarcticus             | Basisspel                                    |
| Australische bruine slang           | Pseudonaja textilis                 | Basisspel                                    |
| Gravende reuzenkakkerlak            | Macropanesthia rhinoceros           | Basisspel                                    |
| Arizonaschorpioen                   | Hadrurus arizonensis                | Basisspel                                    |
| Gigantische bosschorpioen           | Heterometrus swammerdami titanicus  | Basisspel                                    |
| Ghanese tijgerslak                  | Achatina achatina                   | Basisspel                                    |
| Gilamonster                         | Heloderma suspectum                 | Basisspel                                    |
| Gouden pijlgifkikker                | Phyllobates terribilis              | Basisspel                                    |
| Goliathkever                        | Goliathus goliatus                  | Basisspel                                    |
| Goliathvogelspin                    | Theraphosa blondi                   | Basisspel                                    |
| Goliathkikker                       | Conraua goliath                     | Basisspel                                    |
| Groene leguaan                      | Iguana iguana                       | Basisspel                                    |
| Lehmanns pijlgifkikker              | Oophaga lehmanni                    | Basisspel                                    |
| Antillenleguaan                     | Iguana delicatissima                | Basisspel                                    |
| Mexicaanse roodknievogelspin        | Brachypelma hamorii                 | Basisspel                                    |
| Gewone pofadder                     | Bitis arietans                      | Basisspel                                    |
| Titaankever                         | Titanus giganteus                   | Basisspel                                    |
| Texaanse ratelslang                 | Crotalus atrox                      | Basisspel                                    |
| Dwerganaconda                       | Eunectes notaeus                    | Basisspel                                    |
| Komodovaraan                        | Varanus komodoensis                 | Deluxe-upgradepack                           |
| Dwergnijlpaard                      | Hexaprotodon liberiensis            | Deluxe-upgradepack                           |
| Thomsongazelle                      | Eudorcas thomsonii                  | Deluxe-upgradepack                           |
| Poolwolf                            | Canis lupus arctos                  | Noordpool-pack                               |
| Dalls schaap                        | Ovis dalli                          | Noordpool-pack                               |
| IJsbeer                             | Ursus maritimus                     | Noordpool-pack                               |
| Rendier                             | Rangifer tarandus                   | Noordpool-pack                               |
| Colombiaanse witschoudercapucijnaap | Cebus capucinus                     | Zuid-Amerikapakket                           |
| Reuzenmiereneter                    | Myrmecophaga tridactyla             | Zuid-Amerikapakket                           |
| Jaguar                              | Panthera onca                       | Zuid-Amerikapakket                           |
| Lama                                | Lama glama                          | Zuid-Amerikapakket                           |
| Roodoogmakikikker                   | Agalychnis callidryas               | Zuid-Amerikapakket                           |
| Dingo                               | Canis lupus dingo                   | Australiëpakket                              |
| Koala                               | Phascolarctos cinereus              | Australiëpakket                              |
| Rode reuzenkangoeroe                | Macropus rufus                      | Australiëpakket                              |
| Helmkasuaris                        | Casuarius casuarius                 | Australiëpakket                              |
| Gewone blauwtongskink               | Tiliqua scincoides scincoides       | Australiëpakket                              |
| Cuviers gladvoorhoofdkaaiman        | Paleosuchus palpebrosus             | Aquatisch pakket                             |
| Reuzenotter                         | Pteronura brasiliensis              | Aquatisch pakket                             |
| Grijze zeehond                      | Halichoerus grypus atlantica        | Aquatisch pakket                             |
| Koningspinguïn                      | Aptenodytes patagonicus patagonicus | Aquatisch pakket                             |
| Diamantrugschildpad                 | Malaclemys terrapin                 | Aquatisch pakket                             |
| Bintoerong                          | Arctictis binturong                 | Zuidoost-Azië-dierenpakket                   |
| Nevelpanter                         | Neofelis nebulosa                   | Zuidoost-Azië-dierenpakket                   |
| Dhole                               | Cuon alpinus alpinus                | Zuidoost-Azië-dierenpakket                   |
| Indische tapir                      | Tapirus indicus                     | Zuidoost-Azië-dierenpakket                   |
| Babiroesa                           | Babyrousa celebensis                | Zuidoost-Azië-dierenpakket                   |
| Neusaap                             | Nasalis larvatus larvatus           | Zuidoost-Azië-dierenpakket                   |
| Maleise beer                        | Helarctos malayanus                 | Zuidoost-Azië-dierenpakket                   |
| Phyllium giganteum                  | Phyllium giganteum                  | Zuidoost-Azië-dierenpakket                   |
| Zwartvoetpinguïn                    | Spheniscus demersus                 | Afrikapakket                                 |
| Fennek                              | Vulpes zerda                        | Afrikapakket                                 |
| Stokstaartje                        | Suricata suricatta                  | Afrikapakket                                 |
| Zuidelijke witte neushoorn          | Ceratotherium simum simum           | Afrikapakket                                 |
| Heilige pillenkever                 | Scarabaeus sacer                    | Afrikapakket                                 |
| Amerikaanse alligator               | Alligator mississippiensis          | Noord-Amerikapakket                          |
| Poolvos                             | Vulpes lagopus                      | Noord-Amerikapakket                          |
| Zwartstaartprairiehond              | Cynomys ludovicianus                | Noord-Amerikapakket                          |
| Californische zeeleeuw              | Zalophus californianus              | Noord-Amerikapakket                          |
| Poema                               | Puma concolor                       | Noord-Amerikapakket                          |
| Eland                               | Alces alces                         | Noord-Amerikapakket                          |
| Noord-Amerikaanse bever             | Castor canadensis                   | Noord-Amerikapakket                          |
| Amerikaanse stierkikker             | Lithobates catesbeianus             | Noord-Amerikapakket                          |
| Alpensteenbok                       | Capra ibex                          | Europapakket                                 |
| Euraziatische lynx                  | Lynx lynx                           | Europapakket                                 |
| Europese das                        | Meles meles                         | Europapakket                                 |
| Damhert                             | Dama dama                           | Europapakket                                 |
| Vuursalamander                      | Salamandra salamandra               | Europapakket                                 |
| Kleinklauwotter                     | Aonyx cinereus                      | Draslandpakket                               |
| Capibara                            | Hydrochoerus hydrochaeris           | Draslandpakket                               |
| Nijlantilope                        | Kobus megaceros                     | Draslandpakket                               |
| Vogelbekdier                        | Ornithorhynchus anatinus            | Draslandpakket                               |
| Chinese kraanvogel                  | Grus japonensis                     | Draslandpakket                               |
| Brilkaaiman                         | Caiman crocodilus                   | Draslandpakket                               |
| Wilde waterbuffel                   | Bubalus arnee                       | Draslandpakket                               |
| Donaukamsalamander                  | Triturus dobrogicus                 | Draslandpakket                               |
| Amoerpanter                         | Panthera pardus orientalis          | Natuurbehoudpakket                           |
| Axolotl                             | Ambystoma mexicanum                 | Natuurbehoudpakket                           |
| Przewalskipaard                     | Equus ferus przewalskii             | Natuurbehoudpakket                           |
| Algazel                             | Oryx dammah                         | Natuurbehoudpakket                           |
| Siamang                             | Symphalangus syndactylus            | Natuurbehoudpakket                           |
| Wombat                              | Vombatus ursinus                    | Schemerpakket                                |
| Nijlroezet                          | Rousettus aegyptiacus               | Schemerpakket                                |
| Wasbeer                             | Procyon lotor                       | Schemerpakket                                |
| Vos                                 | Vulpes vulpes                       | Schemerpakket                                |
| Gestreepte skunk                    | Mephitis mephitis                   | Schemerpakket                                |
| Blauwe gnoe                         | Connochaetes taurinus               | Grasland-dierenpakket                        |
| Caracal                             | Caracal caracal                     | Grasland-dierenpakket                        |
| Phoebis sennae                      | Phoebis sennae                      | Grasland-dierenpakket                        |
| Emoe                                | Dromaius novaehollandiae            | Grasland-dierenpakket                        |
| Dagpauwoog                          | Aglais io                           | Grasland-dierenpakket                        |
| Manenwolf                           | Chrysocyon brachyurus               | Grasland-dierenpakket                        |
| Blauwe morpho                       | Morpho menelaus                     | Grasland-dierenpakket                        |
| Monarchvlinder                      | Danaus plexippus                    | Grasland-dierenpakket                        |
| Negenbandgordeldier                 | Dasypus novemcinctus                | Grasland-dierenpakket                        |
| Koninginnenpage                     | Papilio machaon                     | Grasland-dierenpakket                        |
| Bennettwallaby                      | Notamacropus rufogriseus            | Grasland-dierenpakket                        |
| Gestreepte hyena                    | Hyaena hyaena                       | Grasland-dierenpakket                        |
| Indische varaan                     | Varanus salvator                    | Tropisch pakket                              |
| Kapucijnluiaard                     | Bradypus variegatus                 | Tropisch pakket                              |
| Fossa                               | Cryptoprocta ferox                  | Tropisch pakket                              |
| Withandgibbon                       | Hylobates lar                       | Tropisch pakket                              |
| Penseelzwijn                        | Potamochoerus porcus                | Tropisch pakket                              |
| Addax                               | Addax nasomaculatus                 | Aride dierenpakket                           |
| Gewoon stekelvarken                 | Hystrix cristata                    | Aride dierenpakket                           |
| Zwarte neushoorn                    | Diceros bicornis                    | Aride dierenpakket                           |
| Damagazelle                         | Nanger dama                         | Aride dierenpakket                           |
| Hoornadder                          | Cerastes cerastes                   | Aride dierenpakket                           |
| Dromedaris                          | Camelus dromedarius                 | Aride dierenpakket                           |
| Woestijnkat                         | Felis margarita                     | Aride dierenpakket                           |
| Somalische wilde ezel               | Equus africanus somaliensis         | Aride dierenpakket                           |
| Dwergpinguïn                        | Eudyptula minor                     | Oceaniëpakket                                |
| Noordereilandkiwi                   | Apteryx mantelli                    | Oceaniëpakket                                |
| Quokka                              | Setonix brachyurus                  | Oceaniëpakket                                |
| Pteropus conspicillatus             | Pteropus conspicillatus             | Oceaniëpakket                                |
| Tasmaanse duivel                    | Sarcophilus harrisii                | Oceaniëpakket                                |
| Griekse landschildpad               | Testudo hermanni                    | Eurazië-dierenpakket                         |
| Knobbelzwaan                        | Cygnus olor                         | Eurazië-dierenpakket                         |
| Saiga                               | Saiga tatarica                      | Eurazië-dierenpakket                         |
| Lippenbeer                          | Melursus ursinus                    | Eurazië-dierenpakket                         |
| Takin                               | Budorcas taxicolor                  | Eurazië-dierenpakket                         |
| Wild zwijn                          | Sus scrofa                          | Eurazië-dierenpakket                         |
| Wisent                              | Bison bonasus                       | Eurazië-dierenpakket                         |
| Veelvraat                           | Gulo gulo                           | Eurazië-dierenpakket                         |
| Alpaca                              | Lama pacos                          | Boerenerf-dierenpakket                       |
| Alpengeit (geit)                    | Capra hircus                        | Boerenerf-dierenpakket                       |
| Gewone Amerikaanse ezel (ezel)      | Equus africanus asinus              | Boerenerf-dierenpakket                       |
| Schotse hooglander (rund)           | Bos taurus                          | Boerenerf-dierenpakket                       |
| Hill Radnor-schaap (schaap)         | Ovis aries                          | Boerenerf-dierenpakket                       |
| Sussexkip (kip)                     | Gallus gallus domesticus            | Boerenerf-dierenpakket                       |
| Tamworthvarken (varken)             | Sus domesticus                      | Boerenerf-dierenpakket                       |
| Sporenschildpad                     | Centrochelys sulcata                | Dierentuineigenaars-dierenpakket             |
| Coquerels kroonsifaka               | Propithecus coquereli               | Dierentuineigenaars-dierenpakket             |
| Mantelbaviaan                       | Papio hamadryas                     | Dierentuineigenaars-dierenpakket             |
| Kirks dikdik                        | Madoqua kirkii                      | Dierentuineigenaars-dierenpakket             |
| Schroefhoorngeit                    | Capra falconeri                     | Dierentuineigenaars-dierenpakket             |
| Manoel                              | Otocolobus manul                    | Dierentuineigenaars-dierenpakket             |
| Brilbeer                            | Tremarctos ornatus                  | Dierentuineigenaars-dierenpakket             |
| Rode flamingo                       | Phoenicopterus ruber                | Noord-, Midden- en Zuid-Amerika-dierenpakket |
| Dikhoornschaap                      | Ovis canadensis                     | Noord-, Midden- en Zuid-Amerika-dierenpakket |
| Boshond                             | Speothos venaticus                  | Noord-, Midden- en Zuid-Amerika-dierenpakket |
| Coyote                              | Canis latrans                       | Noord-, Midden- en Zuid-Amerika-dierenpakket |
| Nandoe                              | Rhea americana                      | Noord-, Midden- en Zuid-Amerika-dierenpakket |
| Ocelot                              | Leopardus pardalis                  | Noord-, Midden- en Zuid-Amerika-dierenpakket |
| Witgezichtsaki                      | Pithecia pithecia                   | Noord-, Midden- en Zuid-Amerika-dierenpakket |
| Honingdas                           | Mellivora capensis                  | Azië-dierenpakket                            |
| Leeuwenstaartmakaak                 | Macaca silenus                      | Azië-dierenpakket                            |
| Borneodwergolifant                  | Elephas maximus borneensis          | Azië-dierenpakket                            |
| Paterdavidshert                     | Elaphurus davidianus                | Azië-dierenpakket                            |
| Japanse wasbeerhond                 | Nyctereutes viverrinus              | Azië-dierenpakket                            |
| Indische antilope                   | Antilope cervicapra                 | Azië-dierenpakket                            |
| Nijlgau                             | Boselaphus tragocamelus             | Azië-dierenpakket                            |